# El Maguial
El Maguial är en ort i Mexiko.   Den ligger i kommunen Isla och delstaten Veracruz, i den sydöstra delen av landet, 400 km öster om huvudstaden Mexico City. El Maguial ligger 83 meter över havet och antalet invånare är 200.
Terrängen runt El Maguial är platt. Runt El Maguial är det ganska glesbefolkat, med 27 invånare per kvadratkilometer. Närmaste större samhälle är Juan Rodríguez Clara, 9,8 km nordost om El Maguial. Trakten runt El Maguial består till största delen av jordbruksmark.